# Harju (Emmaste)
Harju – wieś w Estonii, w prowincji Hiuma, w gminie Emmaste.